# جبل المليحية
يقع جبل المليحية شرق حائل بمسافة 40 كيلو مترًا. يحتوي الجبل على رسوم صخرية آدمية وحيوانية ونقوش ثمودية أغلبها تذكارية ودعائية تُشير إلى العصور القديمة. الرسوم الحيوانية بالجبل تشمل مناظر حية لأبقار و جمال برية و نعام و أسود وهو ما يدل على كثرة وجود هذه الحيوانات خلال تلك الحقبة التاريخية.